# Mexicos demografi
Med et anslået indbyggertal i 2005 på mere end 106 millioner, er Mexico det folkerigeste spansktalende land i verden (og nummer to i Latinamerika efter det portugisisktalende Brasilien). Mexicos befolkning er etnisk og kulturelt forskelligartet.

## Etniske grupper
Langt den største etniske gruppe i Mexico er mestitser af blandet nordamerikansk indiansk og europæisk oprindelse, som udgør omkring 60 procent af befolkningen.
Den næststørste gruppe er indianske folkeslag uden europæiske forfædre. Officielle statistikker oplyser at de udgør 10 procent af befolkningen, men tallet formodes snarere at være 30 procent. Årsagen til denne forskel er at Mexico som grundlag for klassifikationen tager udgangspunkt i talesprog frem for race, Flertallet af indianerne taler ikke længere deres eget sprog, som følge af Mexicos regerings politik med at assimilere landets indianske befolkning kulturelt og sprogligt. I delstaterne Chiapas, Oaxaca og de indre dele af Yucatán-halvøen tilhører flertallet de oprindelige indianske befolkningsgrupper. Desuden er der større minoritetsgrupper i det centrale Mexico tilhørende den oprindelige indianske befolkning, blandt andre nahuaer, tarascaer og mixtekere. I det nordlige Mexico er der små mindretal tilhørende den oprindelige indianske befolkning, de er blandt andre tarahumaraer fra Chihuahua og yaquier fra Sonora.
Omkring 9 procent af befolkningen, særligt i Mexico City og andre storbyområder i landet, er ublandede hvide af europæisk afstamning. Foruden kolonister fra Spanien, ankom bosættere fra Frankrig, Italien og Tyskland under tiden med det Mexicanske Imperium i det 19. århundrede og i Porfirio Díaz' regeringstid. I 1930'erne ankom et betydeligt antal flygtninge fra den spanske borgerkrig, de slog sig primært ned i Mexico City. Flygtninge fra Polen og Rusland, deriblandt ashkenazi-jøder, slog sig også ned i krigstid. De jødiske immigranter sluttede sig til det sephardiske samfund, der havde overlevet i Mexico siden den spanske inkvisition. Der er også kolonier af mennonitter og molokanere, primært i de nordlige stater. Briter slog sig primært ned i mineområder; efter sigende var briterne de første til at tage protestantismen med sig til Mexico. Immigration fra Grækenland har også spillet en rolle, de slog sig primært ned i delstaten Sinaloa, især i dens hovedstad Culiacan.
Der er også et større antal mexicanere med rødder i Libanon og Tyrkiet. Asiater, blandt andre nogle kinesere, ankom fra Filippinerne i kolonitiden. Da asiater blev udelukket fra USA i slutningen af det 19. og i begyndelsen af det 20. århundrede, slog store antal immigranter med rødder i Kina, Japan og Korea sig ned i det nordlige og vestlige Mexico, særligt på Baja California-halvøen.
Siden kolonitiden, hvor tusindvis af afrikanerne blev transporteret til Mexico som slavearbejdere, har landet haft et betydeligt antal indbyggere af afrikansk afstamning. Nutidens afro-mexicanere, foruden zamboer og mulatter er en relativt lille ublandet sort befolkningsgruppe, som repræsenterer 0,5 procent af befolkningen – meget langt fra deres procentdel i kolonitiden. Mestits-befolkningsgruppen har optaget størstedelen af racen, og moderne genetisk forskning har påvist at de fleste mexicanere har meget svage spor af racen. Flertallet af Mexicos sorte befolkning bor i delstaterne Veracruz, Guerrero og Yucatán. Større grupper findes også i Mexicos storbyer, blandt andet i Mexico City, Guadalajara, Monterrey og Tijuana. Desuden immigrerede mange sorte borgere til Mexico i begyndelsen af det 20. århundrede, for at undslippe racediskriminationen i USA.
Mange latinamerikanske befolkningsgrupper har også slået sig ned i Mexico, primært fra Argentina, men også fra Brasilien, Cuba og Colombia.
Mens de fleste indbyggere der ikke er efterkommere af den oprindelige indianske befolkning, anser sig selv for at være mestitser, og der ikke længere er en stringent racemæssig adskillelse i befolkningen, er der en tendens til at værdsætte lys hudfarve og europæiske træk, særligt i massemedierne. Begivenheder i nyere tid med udgangspunkt i menneskerettighederne i delstaten Chiapas, har øget opmærksomheden på racisme og diskrimination mod de indianske befolkningsgrupper i Mexico.
Siden 1960'erne er Mexicos indbyggertal hastigt blevet forøget, med en fordobling mellem 1970 og 2000. I de seneste år er befolkningstilvæksten dog faldet betragteligt, således at den samlede mexicanske fertilitet nu ligger på linje med den danske på omkring 1,7 barn/kvinde. Antallet af fødsler er stadig højt i landlige områder og blandt den indianske befolkning. Der er også en betydelig udvandring til USA, med omkring 9 millioner mexicanere bosiddende i udlandet, primært i USA, men også i Canada. 
Mexico City er langt den største by i landet, med et anslået indbyggertal på 22 millioner. Guadalajara og Monterrey udgør også omfattende storbyområder.